# Ichneumon xanthomelas
Ichneumon xanthomelas is een vliesvleugelig insect (orde Hymenoptera) uit de familie van de gewone sluipwespen (Ichneumonidae). De wetenschappelijke naam van de soort werd in 1790 door Johann Friedrich Gmelin gepubliceerd op pagina 2709 van de 13e druk van Linnaeus' Systema naturae. Op pagina 2722 gebruikte Gmelin de naam nogmaals maar voor een andere soort. Voor die soort publiceerde Rebecca Kittel in 2016 het nomen novum Ichneumon sheldonae.